# سانت ايسي (كورنوال)
سانت ايسي (بالإنجليزية: St Issey)‏ هي قرية و أبرشية مدنية تقع في المملكة المتحدة في إنجلترا.